# Циклихты
Циклихты (лат. Cyclichthys) — род морских лучепёрых рыб из семейства двузубых отряда иглобрюхообразных.
Длина тела от 25 до 34 см.
Встречаются в западной части Тихого океана и Индо-Тихоокеанской области.

## Виды
В состав рода включают 3 вида:
- Cyclichthys hardenbergi
- Cyclichthys orbicularis — Птичий циклихт
- Cyclichthys spilostylus — Желтопятнистый циклихт